# Ove Skog

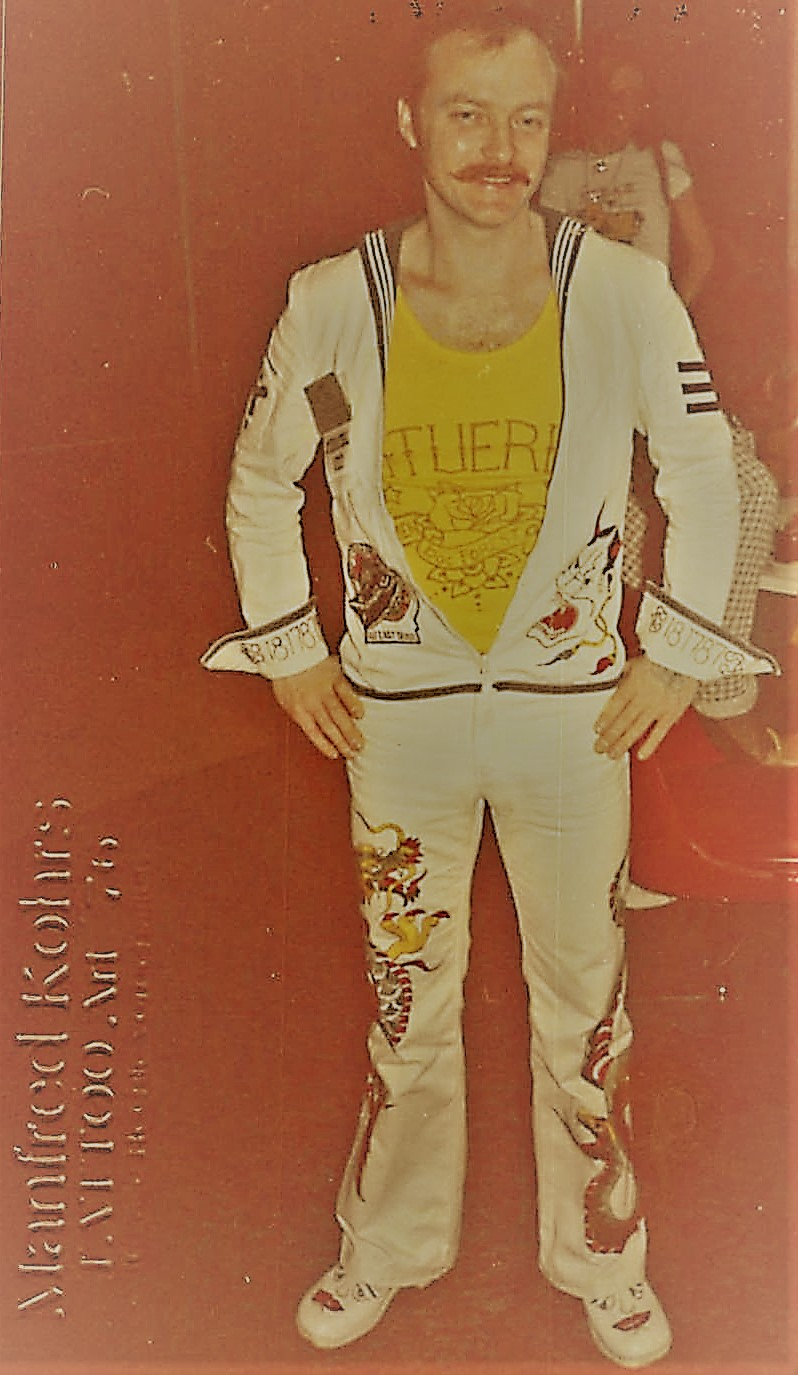
Ove Skog 1979

Jan Ove Gunnar Skog (* 7. Juli 1944; † 25. Juni 2018 in Aspudden) war unter dem Künstlernamen Doc Forest Schwedens erster registrierter Tätowierer. Er ist in Schweden bekannt als „Tattoo-Pionier“, Konstrukteur von Hot Rods, Gitarren, Tätowiermaschinen und als Designer von Bekleidung; er hatte maßgeblichen Einfluss auf die Hygienestandards und das Berufsbild des Tätowierers in Schweden.

## Leben
Im Frühjahr 1961 heuerte Skog als Seemann an und das Tätowieren begleitete seine Reisen. Einige Jahre lang hat Skog mit drei Nadeln an einem Bleistiftgriff handtätowiert. Er stieß zufällig auf einen Tätowierer in Sri Lanka, der sowohl eine Tätowiermaschine als auch mehrere Farben besaß und bereit war, die Adresse eines US-amerikanischen Lieferanten weiterzugeben, woraufhin Skog sein eigenes professionelles Equipment bestellen konnte. 1968 heuerte Skog als Seemann ab und prüfte, ob es in Schweden ein ausdrückliches Verbot des Tätowierens gab – was nicht der Fall war. Allerdings musste ein solches Vorhaben von der staatlichen Gesundheitsbehörde geprüft werden. Nach erfolgreicher Prüfung durch die Behörden eröffnete Skog am 5. Mai 1972 in Aspudden bei Stockholm das erste Tätowierstudio in Schweden. Seinen Künstlernamen übernahm er von einem amerikanischen Tätowierer, der sich Doc nannte und Forest ist eine Übersetzung seines Nachnamens Skog.

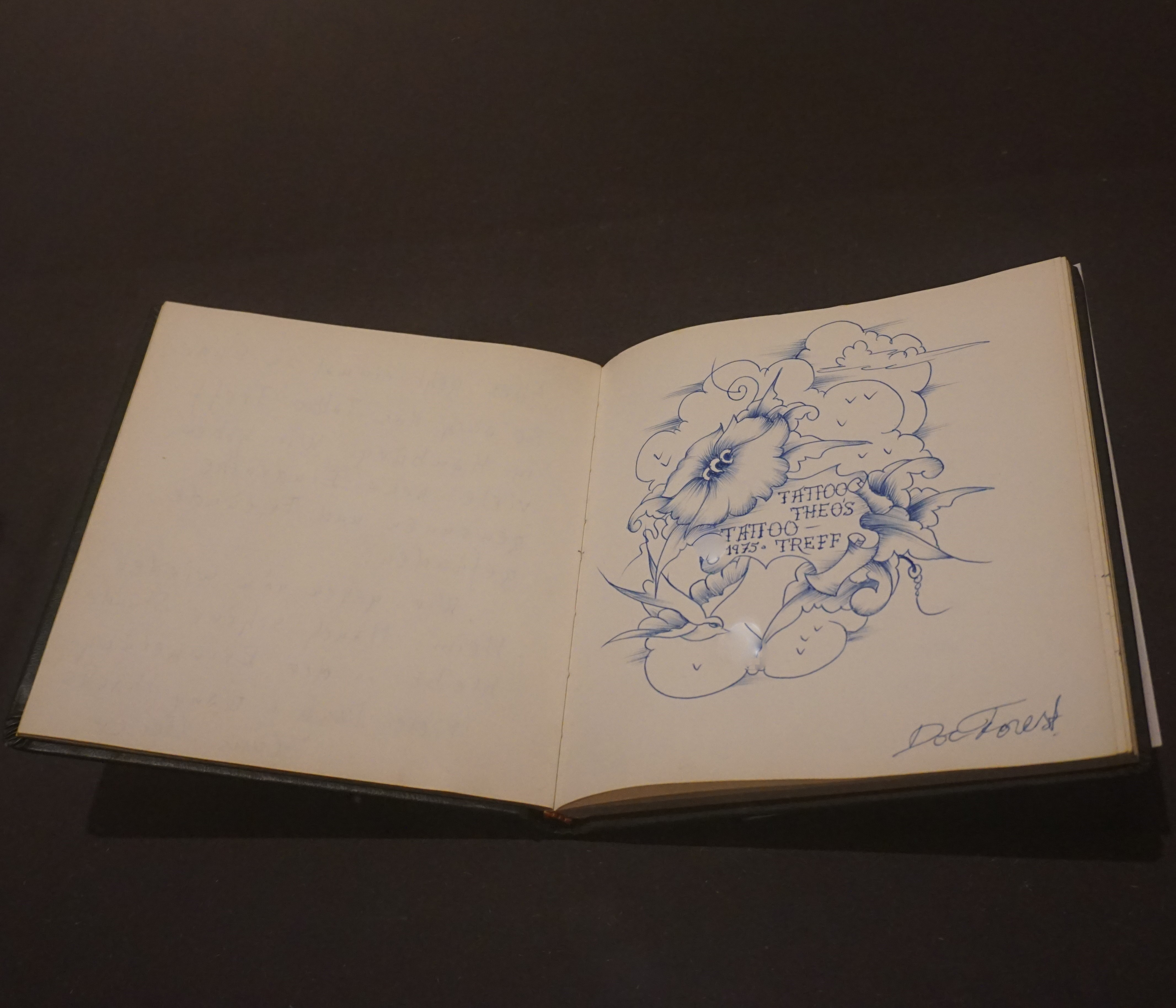
Gästebuch vom Tattoo Treff 1975 in Hamburg. Sonderausstellung Tattoo-Legenden im Museum für Hamburgische Geschichte 2019–2020

1975 nahm Skog auch am Tattoo-Treff in Hamburg teil, zu dem Theodor Vetter eingeladen hatte. In den Folgejahren sah man ihn auf beinahe jeder Convention in Europa und den USA. Er fiel durch seine markante Kleidung auf, die er selbst entworfen hatte.
In den 1980er Jahren wuchs das Interesse und die Akzeptanz auch in der schwedischen Gesellschaft an Tattoos. Zur gleichen wurden die ersten Fälle von HIV-Erkrankungen in Schweden bekannt. Skog, der sich daraufhin Sorgen um den Ruf und die Hygiene der Branche und nicht zuletzt um die Gesundheit seiner Kunden machte, nahm Kontakt mit dem Nationalen Amt für Gesundheit und Wohlfahrt auf, um professionelle Vorschriften und Kontrollen für Tätowierer zu entwickeln. Um 1986 entstanden in Schweden neue Regelungen, die Skog erheblich mitgestaltet hatte.
Im Jahr 1991 wurde Skog von der Karolinska-Klinik (königliche medizinische Universität) kontaktiert, die eine neue Methode zur Tätowierung von Brustwarzen bei Brustkrebspatientinnen ausprobieren wollten. Skog übernahm die Methode von Horst Streckenbach und Manfred Kohrs. In diesem Zusammenhang hielt Ove Skog in den späten 1990er Jahren für die Hautabteilung des Karolinska-Instituts Seminare ab, um Studenten der Dermatologie in diesem Tätowier-Verfahren zu schulen.
2014 beschloss Skog, damals siebzig Jahre alt, sein weiteres Leben entschleunigt zu gestalten. Statt hauptberuflich zu tätowieren, wollte er sich mehr auf seine Hobbys wie den Bau von Hot Rods, Gitarren und Tätowiermaschinen konzentrieren und es ruhiger angehen lassen. 2016 war er einer der Moderatoren der Sendung „Sommar i P1 – Ein Künstler der Tausend“ des Schwedischen Fernsehen.
Ove Skog verstarb am 25. Juni 2018 in seinem Heimatort. Der Tattoo-Pionier Ove „Doc Forest“ Skog ist nach einem langen Kampf gegen den Krebs gestorben, bestätigte seine Tochter gegenüber dem Aftonbladet Stockholm. Das Tattoo-Studio Doc Forest lebt jedoch durch seinen Schwiegersohn und ehemaligen Lehrling Valter weiter.

## Verbandstätigkeit und Einfluss auf das Berufsbild
Ove Skog war einer der Gründer der SPT (Swedish Professional Tattooists) in Västerås im Jahr 1991. Diese Vereinigung wurde später neu organisiert und 2007 als Berufsorganisation SRT (Sveriges Registererade Tatuerare) eingetragen.
Skog begann bereits 1998 mit dem Versuch, den schwedischen Handwerksrat für ein Berufsbild des Tätowierers zu interessieren. Im Jahr 2018 wurde von der SRT mit Ove Skog an der Spitze ein Berufsbild mit abschließender Gesellenprüfung für Tätowierer ausgearbeitet. Im November 2018 konnten im Rathaus von Stockholm – als erste in der Welt – zwölf Meister und drei Gesellen im Tattoo-Beruf ihren Meister- bzw. Gesellenbrief in Empfang nehmen.
Ove Skog, der einige Monate zuvor gestorben war, wurde der Meisterbrief posthum verliehen.